# Kvelertak
A Kvelertak egy norvég metalegyüttes, amely 2007-ben alakult Stavangerben. A zenekar dalszövegei norvég nyelven íródnak, zenéjükben pedig a rock and roll, a black metal és a punk keveredik. Első nagylemezük 2010-ben jelent meg, és több mint 15.000 példány kelt el belőle Norvégiában, és aranylemez minősítést kapott. 2013 márciusában megjelent Meir című második albumuk már listavezető volt Norvégiában. Harmadik nagylemezüket Nattesferd címmel 2016-ban adták ki. A Kvelertak 2017 szeptemberétől a Metallica európai turnéján előzenekarként szerepel.
A Meir nagylemez szerepel a Rolling Stone magazin 2017-ben összeállított Minden idők 100 legjobb metalalbuma listáján, a 96. helyen.

## Tagok
Jelenlegi felállás
- Ivar Nikolaisen – ének
- Vidar Landa – gitár, piano
- Bjarte Lund Rolland – gitár
- Maciek Ofstad – gitár, ének
- Marvin Nygaard – basszusgitár
- Kjetil Gjermundrød – dobok

Korábbi tagok
- Anders Mosness – gitár
- Erlend Hjelvik – ének

## Diszkográfia
Westcoast Holocaust (Demo) (2007)
- Kvelertak (2010)
- Meir (2013)
- Nattesferd (2016)

|  |  |  |  |
|  |  |  |  |
|  |  |  |  |

## Fordítás
- Ez a szócikk részben vagy egészben  a   Kvelertak című angol Wikipédia-szócikk fordításán alapul.  Az eredeti cikk szerkesztőit annak laptörténete sorolja fel. Ez a jelzés csupán a megfogalmazás eredetét és a szerzői jogokat jelzi, nem szolgál a cikkben szereplő információk forrásmegjelöléseként.